# Южен Съмърсет (община)
Община „Южен Съмърсет“ (на английски: South Somerset) е една от седемте административни единици в област (графство) Съмърсет, регион Югозападна Англия.
Населението на общината към 2008 година е 158 700 жители разпределени в множество селища на площ от 959.04 квадратни километра. Главен град на общината е Йоувил.

## География
Община „Южен Съмърсет“, както показва името ѝ, е разположена в най-южната част на графство Съмърсет по границата с областите Девън и Дорсет.
Градове на територията на общината:
| град       | на английски | население |
| ---------- | ------------ | --------- |
| Йоувил     | Yeovil       | 41 871    |
| Чард       | Chard        | 11 727    |
| Крюкърн    | Crewkerne    | 6728      |
| Илминстър  | Ilminster    | 4781      |
| Съмъртън   | Somerton     | 4706      |
| Уинкантън  | Wincanton    | 4643      |
| Бротън     | Bruton       | 2945      |
| Касъл Кари | Castle Cary  | 2096      |
| Лангпорт   | Langport     | 1067      |

## Демография
Разпределение на населението по религиозна принадлежност към 2001 година:
| религия          | на английски        | брой жители |
| ---------------- | ------------------- | ----------- |
| Християни        | Christian           | 117 782     |
| Будисти          | Buddhist            | 239         |
| Хиндуисти        | Hindu               | 106         |
| Евреи            | Jewish              | 108         |
| Мюсюлмани        | Muslim              | 207         |
| Сикхи            | Sikh                | 16          |
| Други            | Other               | 374         |
| Атеисти          | No religion         | 21 107      |
| Запазена в тайна | Religion not stated | 11 030      |